# Джастін Портал Велбі
Джастін Портал Велбі (англ. Justin Portal Welby; нар. 6 січня 1956, Лондон) — архієпископ Кентерберійський з 21 березня 2013 по 12 листопада 2024 року.

## Біографія
Його дід по батьківській лінії Бернард Веллер був євреєм, який емігрував до Англії з Німеччини, торговцем предметами розкоші, що змінив єврейське прізвище на англійське — Велбі. Обидва батьки, мати Джейн Джиліан Портал та батько Гевін Брамхолл Джеймс Велбі (уроджений Бернард Гевін Веллер), були алкоголіками. Сім'я розпалася в 1959 році, і трирічний Джастін залишився під опікою батька. У 1977 році останній помер від хвороби, спричиненої алкоголізмом.
Закінчив початкову школу Св. Петра, Ітонський коледж та Триніті-коледж, у якому вивчав історію та юриспруденцію. Протягом 11 років працював у нафтовій галузі: перші 5 років працював у Парижі в компанії «Elf Aquitaine», а потім протягом 6 років у Лондоні в «Enterprise Oil» як керуючий фінансами, займаючись переважно проектами на Північному морі та у Західній Африці. 1983 року в автокатастрофі загинула його семимісячна донька. А шістьма роками пізніше (1989 року) Велбі залишив керівний пост, мотивуючи відхід тим, що "відчув заклик Бога до пасторського служіння".
Ще в період роботи в нафтовій галузі Джастін Велбі став мирським керівником церкви Св. Трійці в Бромптоні (Лондон). З 1989 по 1992 рік навчався на теолога і готувався до прийняття сану в коледжі Св. Іоанна, де він отримав пасторський диплом та диплом бакалавра, спеціалізуючись на етиці. Після того як у 1992 році він був висвячений у диякона, служив 15 років у Ковентрійській єпархії. У цей період він був вікарієм у Храмі Усіх Святих та у Храмі Діви Марії в Нанітоні (з 1992 по 1995), а потім ректором у церкві Св. Якова та вікарієм у храмі Св. Михайла (з 1995 по 2002).
Призначений на посаду архієпископа Кентерберійського. Він вступив на посаду 21 березня 2013 року. Звертаючись 5 липня 2013 року до керівництва Англіканської церкви, заявив, що недавні дебати про одностатеві шлюби показують, що Церква «ризикує виявитися такою, що рухається не в ногу з мінливим суспільством», що церковні лідери повинні переглянути своє ставлення до гомосексуалів «навіть якщо це не подобається». Він підкреслив, що «подобається нам чи ні, але ми повинні прийняти, що у сфері сексуальності відбулася революція», «існує помітна ворожість у позиції Церкви, ми маємо переглянути наш курс та усвідомити новий контекст».
23 жовтня 2013 року Джастін Велбі провів обряд хрещення принца Джорджа, сина герцога Кембридзького Вільяма та герцогині Кембридзької Кетрін. Хрещення відбулося в Королівській каплиці Сент-Джеймського палацу.
Архієпископ Велбі вирізнявся своєю рішучою підтримкою України під час російської агресії. Він два рази відвідав Україну після початку повномасштабного вторгнення.
6 травня 2023 року проведенна коронація Чарльза III та його дружини Камілли. Церемонію традиційно було проведено у Вестмінстерському абатстві в Лондоні, а службу вів архієпископ Кентерберійський Джастін Велбі.
Джастін Велбі оголосив про свою відставку 12 листопада 2024 року, на тлі скандалу про педофіла і волонтера християнської організації Джона Смайта.